# موضوعية (صحافة)
الموضوعية هي مبدأ هام في مهنة الصحافة. يمكن أن تشير الموضوعية الصحفية إلى الإنصاف والتنزه عن المصالح والواقعية واللاحزبية، لكنها في معظم الأحيان تشمل كل هذه الصفات.

## التعريفات
في سياق الصحافة، قد يفهم أن الموضوعية هي مرادف للحيادية. ويجب تمييز هذا عن الهدف من الموضوعية في الفلسفة، التي قد تصف حقائق بعيدة عن العقل والتي هي صحيحة بغض النظر عن مشاعر الإنسان أو معتقداته أو أحكامه.
يقول عالم الاجتماع مايكل شودسن إن«الاعتقاد في الموضوعية هو الإيمان» بالحقائق«وعدم الثقة في» القيم«والالتزام بالفصل بينهما.»
فهي لا تشير إلى الأيدولوجية السائدة لجمع الأخبار وكتابة التقارير الصحفية التي تؤكد روايات شهود عيان للأحداث، والتثبت من الحقائق من مصادر متعددة، وموازنة وجهات النظر. بل تتضمن أيضًا دورًا مؤسسيًا للصحفيين كسلطة رابعة، الهيئة التي توجد بعيدًا عن الحكومة والجماعات ذات المصالح الكبيرة.

## الانتقادات
انتقد صحفيون التأييد والصحفيون المدنيون فهم الموضوعية على أنها الحيادية واللاحزبية بحجة أنها بذلك تضر الجمهور بسبب فشلها في محاولة إيجاد الحقيقة. ويقولون أيضًا إن مثل هذه الموضوعية يكاد يكون من المستحيل تطبيقها عمليًا - فالصحف تتخذ حتمًا وجهة نظر في تحديد أي الموضوعات ستقوم بتغطيتها وأيها سيوضع في الصفحة الأولى وأي المصادر ستقتبسها. وقد وصف نقاد وسائل الإعلام مثل إدوارد هيرمان ونعوم تشومسكي (1988) نموذج دعاية قد استخدماه لبيان كيف أن هذا المفهوم للموضوعية في الواقع ينتهي لصالح وجهة نظر الحكومة والشركات القوية.
من الأمثلة الأخرى للاعتراض على الموضوعية، وفقًا لعالم الاتصالات، ديفيد مينديتش، كانت التغطية التي أعطتها الصحف الكبرى (أبرزها صحيفة نيويورك تايمز) لإعدام آلاف الأمريكان الأفارقة خلال فترة تسعينيات القرن التاسع عشر. وقد وصفت الموضوعات الصحفية لهذه الفترة بعدم الاكتراث للإعدام، أو لقتل الأشخاص وقطع أعضائهم بواسطة الغوغاء. وطبقًا لهذا المعنى للموضوعية، فإن الكتاب الصحفيين حاولوا عادة الموازنة بين هذه الروايات من خلال سرد التجاوزات المزعومة للضحايا التي أثارت غضب الغوغاء. ويدعي مينديتش أن هذا قد يكون قد أثر على تطبيع ممارسة الإعدام بدون محاكمة.
لقد شكلت أيضًا العوامل التاريخية (بما فيها الاجتماعية والثقافية) موضوعية الصحافة، كما تم الاعتراف بها ومناقشتها في صحافة السلام. وهي مرتبطة خصيصًا بما يتعلق بنسبة كبيرة من الصحافة حول النزاع. وكما هو مبين أدناه، فمع نمو وسائل الإعلام وخاصة من القرن التاسع عشر، أصبحت إعلانات الأخبار هي أهم مصدر لدخل وسائل الإعلام. فكافة الجمهور احتاج للمشاركة في المجتمعات والمناطق لتحقيق أقصى قدر من العائدات الإعلانية. أدى هذا إلى «الموضوعية الصحفية كمعيار صناعي... مجموعة من الاتفاقيات التي تتيح تقديم الأخبار بحيث يكون كل شيء لجميع الناس»). وفي الصحافة الحديثة، خاصة مع ظهور دورات الأخبار على مدار 24 ساعة، كانت السرعة هي الجوهر في الاستجابة لأخبار الساعة. فليس من الممكن للصحفيين التحديد «من أول وهلة» في كل وقت كيف سيقدمون كل خبر يفرض نفسه. لذا تحكم الاتفاقيات الكثير من الصحافة.
| ”                       | Reporters are biased toward conflict because it is more interesting than stories without conflict; we are biased toward sticking with the pack because it is safe; we are biased toward event-driven coverage because it is easier; we are biased toward existing narratives because they are safe and easy. Mostly, though, we are biased in favor of getting the story, regardless of whose ox is being gored. | “ |
| —Brent Cunningham, 2003 | |   |

يقول برنت كنينغهام، المحرر الإداري بمجلة كولومبيا للانتقاد الصحفي، أن الموضوعية تبرر التقارير الصحفية الكسولة. فالموضوعية تجعلنا مستقبلين سلبيين للأخبار، بدلاً من كوننا محللين عدوانيين ومفسرين لها. إذا كان الصحفي في الموعد النهائي وكل ما لديه هو «جانبي الموضوع»، فهذا جيد بما يكفي عادة، للفشل في دفع الموضوع تدريجيًا تجاه فهم أعمق لما هو صحيح وما هو خاطئ. وطبقًا لكنينغهام، يكمن لب العلاقة المشوهة «بالموضوعية» في عدد الإملاءات المتضاربة التي تعمل الصحافة وفقها؛ أن تكون حياديًا ولكن محققًا؛ غير مشترك ولكن لك تأثير؛ مُنصفًا بعقلك ولكن لك حدود. الموضوعية غير ممكنة لأن جميعنا لديه انحيازات، بما في ذلك الصحفيين. فليس لفرد أن يجسد جميع وجهات النظر لمجتمع. في عام 1996، اعترفت جمعية الصحفيين الاحترافيين بهذه المعضلة وأسقطت «الموضوعية» من قانون الأخلاقيات الخاص بها.
أشار جيمس كاري، باحث في الاتصالات، أننا مقبلون على عصر جديد من الحزبية.
ومع ذلك، يدعي كنينغهام أن الصحفيين بشكل عام ليسوا محاربين أيدولوجيين. فهم أشخاص غير مثاليين يقومون بأداء مهمة صعبة تعتبر حيوية للمجتمع. "ويلخص كنينغهام قائلاً، "على الرغم من كل محاولاتنا الهامة والضرورية للحد من إنسانيتنا، فإنه لا يمكن أن يكون أي طريق آخر".
يتوهج النقاش أيضًا حول الموضوعية داخل مجال التصوير الصحفي. في عام 2011، تحدى المصور الإيطالي، روبين سلفادوري التوقعات حول الحقيقة الموضوعية التي يربطها عامة الجمهور بالصحافة الفوتوغرافية بمشروعه «الصحافة الفوتوغرافية خلف الأحداث». من خلال كسر منطقة الحظر للمصور غير المرئي وإقحامه داخل الإطار، أشعل سلفادوري مناقشة عن أخلاقيات المهنة وحاجة الجمهور أن يكون مشاهدًا نشطًا من خلال الاعتراف بالذاتية التي لا مفر منها في الوسط الفوتوغرافي.

## الصحافة على الإنترنت
تتيح الصحافة على الإنترنت الكتابة الصحفية والتسليم المتسارع بشدة للأخبار، والذي يكون أحيانًا متوترًا بسبب معايير الموضوعية. ومن ناحية أخرى، يمكن للصحافة على الإنترنت كوسيلة للوصول السهل للممارسة الصحفية أن تقدم تحديات لتقارير معينة مع الموضوعية التي تطالب بها وسائل الإعلام السائدة.

## البدائل
يرى البعض أن المعيار الأنسب ينبغي أن يكون الإنصاف والدقة (على النحو المنصوص عليه في أسماء جماعات مثل الإنصاف والدقة في إعداد التقارير). ووفقًا لهذا المعيار، فإن انخراط جانبين في قضية سيسمح به طالما أن الجانب المنخرط كان دقيقًا والجانب الآخر قد أعطي فرصة عادلة للرد. ويعتقد العديد من الاحترافيين أن الموضوعية الحقيقية في الصحافة غير ممكنة، ويجب أن يسعى الصحفيون للتوازن في موضوعاتهم (إعطاء كل الأطراف أوجه النظر الخاصة بهم)، التي تعزز الإنصاف.
| ”                   | A good reporter who is well-steeped in his subject matter and who isn’t out to prove his cleverness, but rather is sweating out a detailed understanding of a topic worth exploring, will probably develop intelligent opinions that will inform and perhaps be expressed in his journalism. | “ |
| —Timothy Noah, 1999 | |   |

أحد الأمثلة هو برنت كنينغهام، الذي يعتقد أنه يجب على الصحفيين فهم التحيزات الحتمية لهم، حتى يمكنهم فهم ما هي الروايات المقبولة والعمل ضدها قدر الإمكان. وأشار قائلاً، «إننا بحاجة لتقارير صحفية عميقة وفهم حقيقي، ولكننا أيضًا بحاجة لاعتراف الصحفيين بكل ما لا يعرفونه، وعدم محاولة إخفاء ذلك القصور وراء بريق الموقف، أو التخلص منه في دويّ التأكيدات بالغة التبسيط».
يقترح كنينغهام ما يلي لحل الجدل المتأصل حول «الموضوعية»:
- يجب أن يعترف الصحفيون، بتواضع وعلنًا، أن ما يفعلونه هو أكثر ذاتية وأقل تحيزًا مما يتضمنه جو «الموضوعية». وهذا لن ينهي الاتهامات بالتحيز، ولكن سوف يسمح للصحفيين بالدفاع عما يفعلونه من نقطة أكثر واقعية وأقل نفاقًا.
- الصحفيون بحاجة للحرية والتشجيع على تطوير الخبرات واستخدامها في التصنيف خلال المطالبات المتنافسة، والتحديد والتفسير للافتراضات الكامنة وراء تلك المطالبات، وإصدار الأحكام بشأن ما يحتاج القراء والمشاهدون معرفته لفهم ما يحدث. باختصار، الصحفيون بحاجة إلى أن يكونوا أكثر استعدادًا للحكم على النزاعات الواقعية.

تشمل أيضًا المفارقات البارزة من عمل الأخبار الموضوعية صحافة الفضائح لـ إيدا تاربيل ولينكولن ستيفنز، والصحافة ا لجديدة لـ توم وولف وهانتر طومسون، والصحافة السرية في فترة الستينيات، والصحافة العامة.
بالنسبة للأخبار المرتبطة بالنزاع، فإن صحافة السلام توفر بديلاً «التثبيت» في الصحافة من خلال آراء العلوم الاجتماعية، وتحديدًا من خلال تخصصات مثل تحليل الصراع، وفض النزاعات، وبحوث السلام، وعلم النفس الاجتماعي. ويمكن وقتها لتطبيق البحوث التجريبية على التقارير الصحفية للنزاع استبدال الاتفاقيات غير المعترف بها (انظر أعلاه) التي تحكم «الموضوعية» غير العلمية للصحافة، وتعويض المصالح السياسية والتجارية التي تؤثر على قرارات الحراسة.

## معلومات تاريخية
| ”                      | ...”balanced” coverage that plagues American journalism and which leads to utterly spineless reporting with no edge. The idea seems to be that journalists are allowed to go out to report, but when it comes time to write, we are expected to turn our brains off and repeat the spin from both sides. God forbid we should attempt fairly assess what we see with our own eyes. “Balanced” is not fair, it's just an easy way of avoiding real reporting...and shirking our responsibility to inform readers. | “ |
| —Ken Silverstein, 2008 | |   |

إن المصطلح موضوعية لم يكن يطبق على الأعمال الصحفية حتى القرن العشرين، ولكنه ظهر بالكامل كمبدأ توجيهي قبل تسعينيات القرن التاسع عشر.
يوافق عدد من علماءالاتصالات والمؤرخين، مثل مايكل شودسن من بين آخرين، على أن فكرة «الموضوعية»، قد انتشرت كحديث سائد بين الصحفيين في الولايات المتحدة منذ ظهور الصحف الجديدة في العصر الجاكسوني في ثلاثينيات القرن التاسع عشر، والتي حولت الصحافة فيما يتعلق بإضفاء الطبيعة الديموقراطية على الحياة السياسة، وتوسيع اقتصاد السوق، وتنامي السلطة التجارية، والطبقة الوسطى الحضرية. وقبل ذلك، لم تكن الموضوعية تمثل قضية. وكان من المتوقع تقديم الصحف الأمريكية وجهة نظر حزبية وليست حيادية.
لكن في العقد الأول من القرن العشرين، حتى في صحيفة نيويورك تايمز، كان من الغريب أن نرى انقسامًا حادًا بين الحقائق والقيم. وقبل الحرب العالمية الأولى، لم يفكر الصحفيون كثيرًا في ذاتية الإدراك. واعتقدوا أن الحقائق ليست تصريحات من الإنسان تخص العالم بل هي مظاهر للعالم نفسه. لكن تغير ذلك بعد انتهاء الحرب. فالصحفيون، مثل غيرهم، فقدوا الثقة في الحقائق التي افترضها مجتمع سوق ديموقراطي. حيث أقنعتهم تجربة الدعاية خلال الحرب أن العالم الذي يكتبون عنه تقاريرهم كان هو ما أنشأته الأطراف المعنية لهم للكتابة عنه. وفي العشرينيات والثلاثينيات، لاحظ العديد من الصحفيين أن الحقائق نفسها، أو ما قد يؤخذ على أنه حقائق، لا يمكن الوثوق بها. وكانت «الموضوعية» هي أحد الردود على تلك الفكرة المحبطة. فلم تعد الحقائق تُفهم على أنها مظاهر للعالم، ولكن تصريحات عن العالم مؤكدة الصحة بالإجماع. وبذلك، منذ فترة العشرينيات وبعد ذلك، احتلت فكرة بناء الإنسان فرديًا وجماعيًا للحقيقة التي يتعامل معها نقطة مركزية في الفكر الاجتماعي وشجعت المثالية الأكثر تطورًا «للموضوعية» بين الصحفيين.
لاحظ بعض المؤرخين، مثل جيرالد بالداستي، أن «الموضوعية» تسير جنبًا إلى جنب مع الحاجة إلى تحقيق أرباح في تجارة الصحف من خلال بيع الإعلانات. وبهذا التحليل الاقتصادي، لم يرغب الناشرون في الإساءة لأي من عملاء الإعلان المحتملين، ولذلك شجعوا محرري الأخبار والصحفيين على السعي لتقديم كافة أطراف أي قضية والمزيد من الجانب المشرق للحياة. وكان المعلنون يذكرون الصحافة أن الحزبية تضر بالتداول، وبالتالي عائدات الإعلان.
اقترح آخرون تفسيرًا سياسيًا لظهور الموضوعية، والذي وقع في الولايات المتحدة في وقت سابق أكثر مما وقع في معظم البلدان الأخرى؛ فقد جادل علماء مثل ريتشارد كابلان أن الأحزاب السياسية احتاجت أن تفقد سيطرتها على ولاء الناخبين ومؤسسات الحكومة قبل تقديم الصحافة لأحداث إخبارية غير حزبية و«نزيهة» بحرية. حدث هذا التغيير بعد الانتخابات الحاسمة عام 1896 وعهد الإصلاح التقدمي التالي.

## كتابات أخرى
- Herman, Edward and Noam Chomsky. 1988. Manufacturing Consent: The Political Economy of the Mass Media. New York: Pantheon.
- Mindich, David T. Z. 1998. Just the Facts: How “Objectivity” Came to Define American Journalism. New York: New York University Press.
- Chomsky، Noam (2002). Media control. Seven Stories Press.
- Kaplan, Richard, “The Origins of Objectivity in American Journalism,” in Stuart Allan (ed.), The Routledge Companion to News and Journalism Studies (2009).